# Marcel Walkington
Marcel Walkington (1993) es un deportista australiano que compite en triatlón. Ganó dos medallas en el Campeonato de Oceanía de Triatlón, oro en 2016 y plata en 2017.

## Palmarés internacional
| Campeonato de Oceanía | Campeonato de Oceanía    | Campeonato de Oceanía | Campeonato de Oceanía |
| Año                   | Lugar                    | Medalla               | Prueba                |
| --------------------- | ------------------------ | --------------------- | --------------------- |
| 2016                  | Gisborne (Nueva Zelanda) | Medalla de oro        | Individual            |
| 2017                  | Devonport (Australia)    | Medalla de plata      | Individual            |